# Ганцавичи
Ганцавичи (блр. Ганцавічы; рус. Ганцевичи) су град у североисточном делу Брестске области у Републици Белорусији. Административни су центар Ганцавичког рејона. 
Према процени из 2012. у граду је живело 13.861 становника.
На око 3 км од града налази се експериментална ботаничка башта Белоруског пољопривредног факултета у којој се проводе научна испитивања у вези са узгојем биљака из породице брусница. 
У близини града налази се радарска станица Волга, саграђена 1982. и у оперативном власништву Руске Федерације до 2020. године.

## Географија
Град Ганцавичи налази се на обалама реке Цна (десна притока реке Припјат) у северном делу Ганцавичког рејона Брестске области. На око 20ак км источно од града налази се вештачко Лактишко језеро.
Град се налази на око 96 км североисточно од града Пинска, односно 190 км југоисточно од главног града земље Минска.

## Историја
Ганцавичи су основани 1898. као директна последица градње железнице на релацији Баранавичи-Ганцавичи-Лунинец чија градња је започела 1884. године. 

## Становништво
Према процени, у граду је 2012. живело 13.861 становника.
| 1979. | 1989.  | 1999.  | 2009.  | 2012.  |
| ----- | ------ | ------ | ------ | ------ |
| 8.464 | 14.117 | 14.117 | 13.894 | 13.861 |